# 13830 ARLT
13830 ARLT (1999 XM7, 1975 TW6, 1996 BU11, 1997 JY14, 13830 ARLT) — астероїд головного поясу, відкритий 4 грудня 1999 року.
Тіссеранів параметр щодо Юпітера — 3,307.